# Saint-Antoine, Cantal
Saint-Antoine är en kommun i departementet Cantal i regionen Auvergne-Rhône-Alpes i mitten av Frankrike. Kommunen ligger  i kantonen Maurs som ligger i arrondissementet Aurillac. År 2022 hade Saint-Antoine 85 invånare.

## Befolkningsutveckling
Antalet invånare i kommunen Saint-Antoine
Referens:INSEE